# Biztosításközvetítő
A biztosításközvetítő közreműködik abban, hogy biztosítási szerződés jöjjön létre egy biztosító és egy biztosított között.
A KSH által kiadott  TEÁOR szerint a "Biztosítási ügynöki, brókeri tevékenység" ( biztosítási ügynöki és bróker- (biztosítási közvetítői) tevékenység) a 6622  szakágazatba tartozik, nevezetesen a járadékszerződés, valamint biztosítási és viszontbiztosítási szerződés értékesítése, megkötése és a szerződésekkel összefüggő tanácsadás.

## Típusaik
A  biztosításközvetítők két fő típusa: 1. a biztosítási ügynök és 2. a biztosítási bróker (magyarosan biztosítási alkusz). A fő különbség ezek között, hogy amíg  a biztosítási ügynök egyetlen (néha több) meghatározott biztosítótársaság megbízásából jár el, addig a biztosítási alkusz független a biztosítóktól, a megbízója a biztosítótársaság ügyfele.

## Biztosításközvetítői csatornák
A közvetítés több csatornán keresztül lehetséges. A csatorna megválasztása megfontolt döntést igényel, mivel  számos előnnyel, de - adott esetben - hátránnyal is járhat.
A lehetséges csatornák
- a biztosító saját ügyfélszolgálati irodája
- a biztosító saját weboldala
- a biztosító saját ("függő") ügynöke
- több biztosító független ügynöke
- biztosítási alkusz (biztosítási bróker)

### A biztosító saját ügyfélszolgálati irodája
Előnye: Személyesen befáradva egy ügyfélszolgálati irodában részletes tájékoztatást nyújt a minket érdeklő szolgáltatásról ("termék"ről) és a biztosítási szerződés azonnal megköthető.
Hátránya: Csupán egyetlen biztosító ajánlatát nézhetjük meg, a többiről nem kapunk tájékoztatást. Ha más biztosító termékeit is meg akarjuk ismerni, mindenhova el kell menni. Ráadásul ma már több biztosítónak nincs mindenhol saját ügyfélszolgálati irodája.

### A biztosító saját weboldala
Előnye: Online egyszerűen és gyorsan tájékozódhatunk a minket érdeklő termékről és azonnal meg is köthetjük.
Hátránya: A személyes ügyfélszolgálathoz hasonlóan itt is csak egy biztosító termékeiről kapunk információkat.

### A biztosító saját, függő ügynöke
Előnye: Az ügyfél részletes tájékoztatást kaphat az ügynöktől, akár saját otthonánban is, a neki megfelelő körülmények között.
Hátránya: csak egy biztosító szolgáltatásairól lehet információkat kapni.

### Több biztosító független ügynöke
A többes ügynök Magyarországon kevéssé elterjedt közvetítési forma. A többes ügynök egyszerre több biztosítóval áll szerződéses viszonyban, akiknek közvetlen képviselőjének számít jogilag. A többes ügynöknél megkötött szerződés jogilag olyan, mintha közvetlenül a biztosító ügyfélszolgálati irodájában kötötték volna a szerződést. 
Előnye: Egyszerre kapunk tájékoztatást több biztosító "termékeiről", így a piacot összehasonlítva tudjuk meghozni döntésünket. A független többes ügynök a biztosító megbízottja, így az ő nevében jár el. Így a többes ügynöknél kötött szerződés ugyanúgy közvetlen csatornának számít, mintha egy biztosító saját ügynökénél vagy ügyfélszolgálati irodájában kötötték volna meg a biztosítást. Ha a többes ügynök díj-összehasonlító weboldallal is rendelkezik, akkor akár online is megkaphatjuk a teljes körű tájékoztatást és a szerződés online megköthető. Mivel közvetlenül a biztosító ügynöke, a biztosítási alkusszal ellentétben nem kell külön alkuszi megbízást aláírni, így az online kötött szerződés valóban online lehet.
Hátránya: Az egyik legjobb választás, ha biztosítási szerződést szeretnénk kötni, kifejezett hátránya nincs.

### Biztosítási alkusz
- A biztosítási alkusz (bróker, makler) a biztosítási szerződést annak a félnek az írásbeli megbízása alapján közvetíti, aki a biztosítás létrejötte esetén a biztosított vagy a biztosítóval szerződő fél pozíciójába kerül.

Előnye: A többes ügynökhöz hasonlóan az alkusz is egyszerre több biztosító "termékeit" kínálja. Az alkusz jogi helyzete azonban más, mivel ő  nem a biztosító ügynöke, hanem az ügyfél megbízásából dolgozik.
Hátránya: A másik legjobb választás, ha biztosítási szerződést szeretnénk kötni. Mivel nem a biztosító képviselője, tevékenységét csak alkuszi megbízás esetén végezheti.
- Az alkusz e tevékenységéért attól a biztosítótól jogosult díjazásra, amely az alkusz közvetítésével létrejött szerződésben a biztosítási kockázatot elvállalja. A biztosítási alkusz előkészíti a biztosítási szerződés megkötését. Tevékenysége kiterjedhet a megbízó képviseletében a szerződés megkötésére, a megbízó igényeinek érvényesítésében történő közreműködésre. A biztosító ez irányú meghatalmazása esetén jogosult a biztosítási díj átvételére, valamint a szerződés teljesítésében és lebonyolításában való közreműködésre.
- A biztosítási alkusz a tevékenysége során a biztosítási szakmai szabályokat mindenkor megtartva köteles eljárni. A biztosítási alkusz e kötelezettsége elmulasztásáért (alkuszi műhiba), így különösen a téves tanácsadásért, a szabálytalan díjkezelésért, a nyilatkozatok késedelmes továbbításáért, felelős. (kb. 250 alkusz rendelkezik felügyeleti engedéllyel).

1. ↑  http://www.soterline.hu/files/letoltes/biztkozv_hatosagi/biztositaskozvetitoi_hatosagi_kepzes_kovetelmeny_%20es_hatosagi_vizsga.pdf

## Biztosítási alkuszok Magyarországon
- CLB Független Biztosítási Alkusz Kft.
- Pannon-Safe Biztosítási Alkusz Kft
- Grantis Hungary Zrt.

## Jogszabályok
- 2003. évi LX. törvény a biztosítókról és a biztosítási tevékenységről